# Eerste Slag bij Auburn
De Eerste Slag bij Auburn vond plaats op 13 oktober 1863 in Fauquier County, Virginia tijdens de Amerikaanse Burgeroorlog. Een Noordelijke infanteriecolonne en Zuidelijke verkenners botsten onverwachts op elkaar waarna een korte maar onbesliste strijd uitgevochten werd. De Zuidelijke cavalerie trok zich terug toen de Noordelijke hoofdmacht het slagveld naderde. De hoofdcolonne van de Zuidelijke cavalerie onder leiding van J.E.B. Stuart botste op haar beurt op de achterhoede van de Noordelijke hoofdmacht toen ze de vijandelijke communicatielijnen probeerden te verstoren. Stuart slaagde erin om zijn troepen te verstoppen in de nabijgelegen beboste gebieden. De Zuidelijke infanterie was reeds vertrokken om hem te hulp te schieten. Toen Stuart en zijn cavalerie veilig en wel bij de Zuidelijke linies arriveerden werd de infanterie teruggeroepen.

## Achtergrond

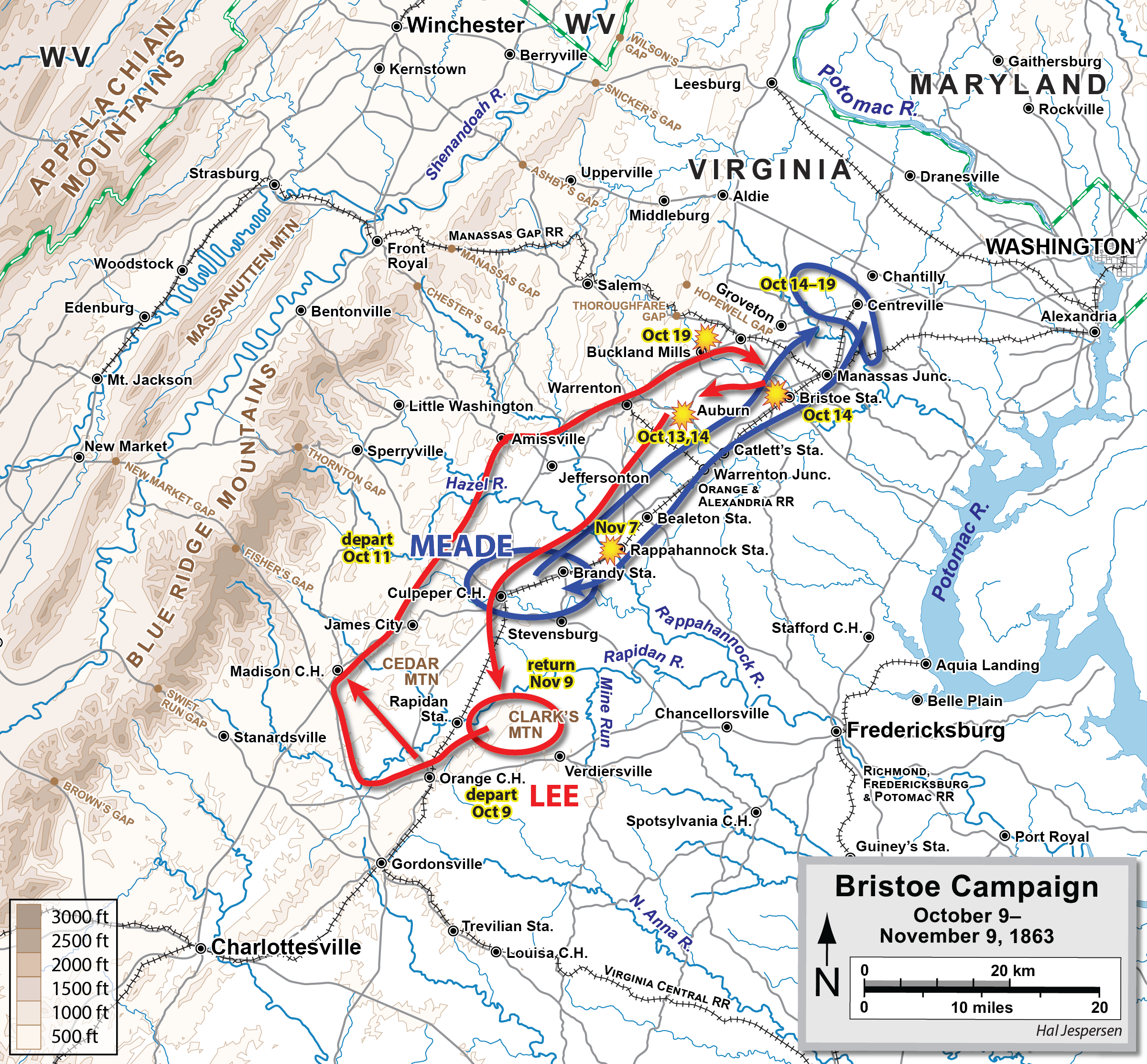
De Bristoe-veldtocht

Na de Gettysburgveldtocht namen het Zuidelijke Army of Northern Virginia en het Noordelijke Army of the Potomac hun oude stellingen aan beide zijden van de Rapidan opnieuw in. Tijdens de rest van de zomermaanden namen beide legers de tijd om de nodige reorganisatie en herbevoorrading door te voeren na de uitputtende Slag bij Gettysburg. Begin september werd luitenant-generaal James Longstreet met twee divisies gedetacheerd naar het leger van generaal Braxton Bragg in het westen. Na de Zuidelijke overwinning bij Chickamauga kreeg generaal-majoor George Meade het bevel om twee korpsen van het Army of the Potomac (zijnde het XI en XII Corps) naar midden Tennessee te sturen. Toen generaal Robert E. Lee op de hoogte gebracht werd van deze Noordelijke aderlating besloot hij om het offensief te openen tegen Meade.
Het plan dat Lee uitwerkte was een herhaling van zijn strijdplan tijdens de Veldtocht in Noord-Virginia in het voorgaande jaar. Hij zou de Noordelijke rechterflank bedreigen door een geforceerde mars ten westen van de Noordelijke slaglinies. Hij gaf het bevel aan de korpsen van luitenant-generaal Richard Ewell en luitenant-generaal A.P. Hill om de Noordelijke rechterflank te flankeren. Generaal-majoor Fitzhugh Lee diende met drie brigades cavalerie en drie brigade infanterie een mogelijke Noordelijke opmars via de Rapidan te verijdelen. De voorhoede van de Zuidelijke aanval werd gevormd door de cavalerie van generaal-majoor J.E.B. Stuart. De opmars begon op 8 oktober en werd vrijwel onmiddellijk opgemerkt door Zuidelijke spionnen en de verspieders op de top van Cedar Mountain. Meade twijfelde over de intenties van Lee. Ofwel probeerde Lee zijn rechterflank te flankeren ofwel bereidde Lee zich voor op een terugtocht naar Richmond, Virginia. Meade bereidde zich voor op beide scenario’s.
Het aanvallen begonnen op 10 oktober met een afleidingsmanoeuvre van Stuart die gericht was op de divisie van brigadegeneraal George Armstrong Custer die de Robinson River ten westen van Culpeper Courthouse bezet hield. Deze zet overtuigde Meade ervan dat Lee zich niet zou terugtrekken naar Richmond. Meade rukte op naar Rappahannock Station als reactie op de Zuidelijke poging tot het flankeren van zijn rechterflank. Op 12 oktober werd er Zuidelijke infanterie waargenomen bij Amissville, Virginia. Daarmee kreeg Meade het bewijs dat Lee hetzelfde plan uitvoerde zoals het jaar er voren door via de Thoroughfare Gap op te rukken. Als reactie daarop trok Meade zich terug naar Centreville via de Orange & Alexandria Railroad om Washington gemakkelijker te kunnen verdedigen. Lee wilde echter bij Warrenton, Virginia zijn leger samen laten komen. Daarom bleef hij ten zuiden van de Bull Run Mountains. Op 13 oktober werd Stuart vooruit gestuurd om de Noordelijke stellingen te verkennen terwijl het Noordelijke leger zich terugtrok naar Centreville.

## De slag
Op 12 oktober om 10.00u stuurde Stuart brigadegeneraal Lunsford L. Lomax met zijn brigade in oostelijke richting. Stuart volgde een klein uur later met twee divisies. Lomax hield halt bij Auburn om op Stuart te wachten. Ondertussen stuurde Lomax verkenners uit in oostelijke richting. Deze ontdekten al snel de Noordelijke cavalerie onder leiding van brigadegeneraal John Buford bij Warrenton Junction. Buford begeleidde de bagagetrein. Lomax stuurde geen verkenners in zuidelijke richting. Daarom was hij zich niet bewust van de aanwezigheid van het Noordelijke II en III Corps. Beide korpsen hadden hun aansluiting met de hoofdmacht verloren door de tegenstrijdige bevelen van het hoofdkwartier.
Rond 13.00u arriveerde Stuart in Auburn. Na overleg met Lomax reed hij door naar Catlett’s Station om de vijandelijke bagagetrein in ogenschouw te nemen. Lomax kreeg het bevel om Auburn te verdedigen. Stuart stuurde verkenners onder leiding van kapitein William B. Blackford uit in zuidelijke richting. Blackford verdwaalde. Ook hij had de vijandelijke korpsen niet opgemerkt. Stuart zag zijn kans schoon om de Noordelijke bagagetrein aan te vallen. Hij stuurde een koerier naar Fitzhugh Lee om assistentie te vragen bij de aanval. Lee vertrok rond 16.00u uit Warrenton om Stuart te versterken.
Rond 16.15u naderde de Noordelijke III Corps van generaal-majoor William H. French Auburn. Het II Corps van brigadegeneraal Gouverneur K. Warren volgde hem op de voet. French had zijn cavalerie onder leiding van brigadegeneraal H. Judson Kilpatrick in noordelijke richting gestuurd om zijn linkerflank te beschermen tegen de Zuidelijke cavalerie die bij Warrenton lag. Zonder cavalerie botste French op de Zuidelijke eenheden bij Auburn. French en zijn staff die de colonne aanvoerden, vuurden met pistolen terwijl hun infanterie en artillerie hun stellingen innamen. Lomax probeerde de Noordelijke linie aan te vallen. Een kanonnade van dichtbij sloeg deze aanval uiteen. De gevechten stopten rond 16.45u. Ondertussen had Lee Stuart bereikt. Lee en Lomax trokken samen terug toen ze wisten dat ze tegenover twee infanteriekorpsen stonden.

## Gevolgen
Er vielen slechts 50 slachtoffers aan beide zijden. Deze slag zou grote gevolgen hebben voor het verdere verloop van de veldtocht. Blackford had uiteindelijke de locaties van de vijandelijke korpsen kunnen doorgeven aan Stuart. Stuart zat gevangen tussen het II en III Corps in het noordwesten en Buford en de bagagetrein in het zuidoosten. Stuart leidde zijn 3.000 cavaleristen, 5 bagagewagens en 7 kanonnen naar de beboste ravijn ten oosten van Auburn op ongeveer 300 meter van Warrens kampement. Na het invallen van de duisternis stuurde Stuart 6 koeriers in Noordelijke uniformen door de vijandelijke linies naar Robert E. Lee. Lee stuurde Ewell naar Auburn om Stuart en zijn cavalerie te ontzetten. Dit zou resulteren in de Tweede Slag bij Auburn.